# Futian-Zwischenfall
Der Futian-Zwischenfall ereignete sich im Jahre 1930 im von der Kommunistischen Partei Chinas gehaltenen Jiangxi-Sowjet. Er hatte seine Ursache in innerparteilichen Kämpfen, Konflikten zwischen Partei und Bevölkerung sowie dem Druck der Kuomintang, die auf die Eroberung des von der KPC gehaltenen Gebiets drängte. Den politischen Säuberungen fielen mehr als 1000 Kommunisten zum Opfer. Am Höhepunkt des Zwischenfalls wurden im Ort Futian zahlreiche lokale Parteifunktionäre verhaftet, gefoltert und teilweise hingerichtet.

## Vorgeschichte
Bis 1927 hatten die Kommunistische Partei und die Kuomintang in der Ersten Einheitsfront gegen die Kriegsherren gekämpft. Die Einheitsfront war schon lange brüchtig, als Chiang Kai-shek im April 1927 beim Massaker von Shanghai eine große Zahl von KP-Mitgliedern umbringen ließ. Auch danach wurde die Kommunistische Partei bekämpft (weißer Terror).
Darüber hinaus war die KP gewachsen, wodurch die Durchsetzung der Parteilinie schwieriger wurde. Manche örtliche Parteigremien orientierten sich weniger an den Vorgaben der Partei, sondern an den Interessen der örtlichen Mitglieder. Die neuen Funktionäre in den kurz zuvor befreiten Gebieten gingen aus Sicht der Parteizentrale zu wenig hart mit den alten Machthabern um und vermieden den wahren Bruch. Man war sich einig, dass die Klassenfeinde (Grundherren und Tyrannen in den Dörfern) getötet werden müssten, aber es wurde zunehmend schwieriger, Feinde und Freunde auseinanderzuhalten.
Im Februar 1930 fand im Ort Pitou nahe Donggu eine Konferenz des erweiterten Frontkomitees statt, an der das Frontkomitee des 4. Korps der Roten Armee, das Sonderkomitee für West-Jiangxi und das Armeekomitee des 5. und 6. Korps der Roten Armee teilnahmen. Die Delegierten diskutierten unter anderem die Li-Lisan-Linie, wonach der Sowjet Angriffe auf große Städte verstärken solle. Man beschloss auch ein Gesetz zur Landverteilung, ein Thema, das auch innerhalb der Kommunistischen Partei kontrovers diskutiert wurde. Die Kommunisten der Provinz Jiangxi protestierten gegen das Gesetz. Sie forderten, dass kein Land von Bauern, sondern nur Land von Grundherren konfisziert werden würde. Außerdem wollten sie das Land nach Anzahl der Arbeitskräfte im Haushalt, nicht nach Anzahl der Haushaltsmitglieder verteilen. Für Mao waren diese Forderungen eine klares Zeichen von Rechtsabweichlertum und dafür, dass die Partei von Grundherren und Großbauern unterwandert war. Sie widersprachen nicht nur seiner Linie, sondern auch der Entkulakisierung, wie sie in der Sowjetunion durchgesetzt wurde. Man stellte also fest, dass diese Kräfte ausgeschaltet und die Partei wieder bolschewisiert werden müsse. Dies war der Beginn eines roten Terrors, der innerhalb der KP zu wüten begann.
Mao unterstellte als Reaktion darauf das 6. Korps der Roten Armee zwei Funktionären aus Hunan: Liu Shiqi wurde Sekretär des Parteikomitees und politischer Kommissar, Mao Zetan übernahm die Funktion des Chefs der Politischen Abteilung des Korps. Der Grund dafür war, dass das 6. Korps vor allem aus Soldaten bestand, die seit langer Zeit in Jiangxi ansässig waren und die einer Bodenreform ablehnend gegenüberstanden. Mao sah die Notwendigkeit, diese Leute unter stärkere Kontrolle zu stellen, er vertraute ihnen nicht. Die vor relativ kurzer Zeit zugewanderten Hakka, die in Südjiangxi siedelten, begrüßten hingegen eine Bodenreform. Auf der Konferenz waren die Zugewanderten und Vertreter anderer Provinzen in der Mehrheit, das Gesetz wurde angenommen, die Agrarrevolution in Zentral- und Westjiangxi wurde teils mit Gewalt durchgesetzt.
Hinzu kam, dass Chiang Kaishek seit 1925 versuchte, Provokateure und Spione in die Kommunistische Partei einzuschleusen. Zu diesem Zweck hatte er ein geheimes sogenanntes Antibolschewistisches Korps (AB-Korps) geschaffen. Parallel zu den parteiinternen Kämpfen um die Bodenreform versuchten Truppen der Kuomintang, den Jiangxi-Sowjet zu zerstören. Dafür standen im Oktober 1930 100.000 Soldaten bereit. Der Sowjet war damit in unmittelbarer Gefahr und Spione mussten dringend enttarnt werden. Im Jiangxi-Sowjet verdächtigte man sich nun gegenseitig, für das AB-Korps zu spionieren. Es begannen Verhaftungen und Hinrichtungen von Personen, die der Spionage verdächtigt wurden. Mehr als 1000 Mitglieder der Partei waren bis Oktober 1930 den Säuberungen zum Opfer gefallen, jedes 30. Parteimitglied von Jiangxi wurde getötet.

## Verlauf des Zwischenfalls
Anfang Dezember befand sich die Erste Armeegruppe im Kampf gegen die zahlenmäßig überlegenen Kuomintang-Truppen. Am 7. Dezember 1930 kam eine Gruppe von Soldaten unter dem Kommando von Li Shaojiu nach Futian, um Kommunisten, die Kontakte zum AB-Korps gehabt haben sollten, zu verhaften. Zu den Verdächtigen gehörte auch der Leiter der politischen Abteilung des 20. Armeekorps der Roten Armee. Alle Verhafteten gestanden unter Folter die Vorwürfe, so dass Li Shaojiu der Meinung war, eine riesige Verschwörung aufgedeckt zu haben: Das gesamte Parteikomitee von Jiangxi, das Komitee der Kommunistischen Jugendliga von Jiangxi und die Führer der Sowjetregierung von Jiangxi wurden von den Verhafteten beschuldigt, Mitglieder des AB-Korps zu sein. In der Personalakte von Mao Zedong, die in Moskau geführt wurde, ist ein Bericht über die bestialischen Foltermethoden enthalten. Aufgrund der Foltergeständnisse ließ Li Shaojiu alle Delegierten verhaften, die zu einer dringlichen Parteikonferenz – sie sollte am 8. Dezember stattfinden – nach Futian gekommen waren. Insgesamt 120 Männer wurden in Bambuskäfige gesperrt und öffentlich zur Schau gestellt.
Im benachbarten Donggu gingen die Verhaftungen weiter, es rebellierte jedoch ein Bataillonskommandeur und politischer Kader des 20. Armeekorps namens Liu Di und griff am 12. Dezember den Ort Futian mit 400 Männern an. Er eroberte das Gebäude, wo die Gefangenen inhaftiert waren und ließ sie frei. Bei den Gefechten kamen 100 Wachmänner ums Leben.
Auf der Parteikonferenz, die danach an einem anderen Ort abgehalten wurde, wurden harte Anschuldigungen gegen Mao Zedong laut. Man verdächtigte ihn, ein Rechtsopportunist zu sein, schamlose Ziele zu verfolgen und die Partei zerstören zu wollen. Mao sah in diesen Anschuldigungen eine konterrevolutionäre Rebellion und brachte andere hochrangige Funktionäre wie Zhu De, Peng Dehuai und Huang Gonglüe dazu, ihm zuzustimmen. Ein Bericht, der die Ereignisse in diesem Sinne darstellte, wurde mit einem Geldbetrag von etwa 60.000 Mexikanischen Dollar an die Zentrale in Shanghai gesandt, Liu Shiqi wurde als Bote ausgewählt. Das Politbüro und der Komintern-Vertreter Pawel Mif stellten sich auf Maos Seite.

## Nachwirkungen
Die Parteizentrale wählte den 32-jährigen Textilarbeiter Xiang Ying aus, um die Vorfälle aufzuklären. Er war erst seit Oktober 1930 im Sowjet und besaß nicht die notwendige Autorität, seine Funktionen auszufüllen. Er kam zum Schluss, dass beide Streitparteien bestraft werden sollten. Im April 1931 entsandte das Zentralkomitee in Shanghai zwei Repräsentanten zur Aufklärung des Zwischenfalls, diesmal das Politbüromitglied Ren Bishi und den Absolventen der Sun-Yat-sen-Universität Wang Jiaxiang. Die Untersuchungen führten diesmal zu einer scharfen Verurteilung der Rebellen.
Liu Di wurde im April 1931 von einem Militärtribunal unter Vorsitz von Zhu De zum Tode verurteilt. Li Shaojiu kam für sechs Monate unter Parteiaufsicht, weil er zu weit gegangen sei. Die politischen Säuberungen endeten erst Anfang 1932.
Der Kuomintang-Angriff – es war der erste von fünf Versuchen, den Sowjet zu zerstören – wurde zurückgeschlagen, die Kommunisten konnten zahlreiche Waffen von den Kuomintang-Truppen erbeuten. Ein Kommandeur einer KMT-Division namens Zhang Huizan kam in Gefangenschaft und wurde hingerichtet. Es ist möglich, dass die Kommunistische Partei Mao Zedong fallengelassen hätte, wenn die Rote Armee nicht von den Kuomintang-Truppen angegriffen worden wäre. Durch die erfolgreiche Abwehr des Angriffs hatte Mao sich jedoch unangreifbar gemacht.
Für Mao war es der stärkste innerparteiliche Widerstand, seit er sich der Frage der Landverteilung widmete. Es war auch die erste blutige Konfrontation zwischen verfeindeten politischen Lagern innerhalb der KP. Der Zwischenfall zeigte, dass die Politik der Kommunistischen Partei, die Bewohner mit dem Versprechen einer Bodenreform zur Kooperation zu gewinnen, nur unter bestimmten Voraussetzungen funktionierte. Dort, wo Grundherren ihre Felder von später eingewanderten Landarbeitern bearbeiten ließen, war die Politik der Neuverteilung des Landes bei der Bevölkerungsmehrheit willkommen. Dort, wo Bauern ihre eigenen Felder bestellten, stieß die Kommunistische Partei auf Widerstand.